# Митропа куп 1927.
Митропа куп 1927 је прва година одржавања овог такмичења. Учествовале су по две екипе из Аустрије, Мађарске, Краљевине Југославије и Чехословачке. Играло се по двоструком куп систаму. 
Прво коло је почело 14. августа, а финалне уткмице су одигране 30. октобра у Прагу и 13. новембра 1927. у Бечу. Победник је екипа Спарте из Прага.

## Резултати

### Четвртфинале
| Екипа 1       | Ук. резултат | Екипа 2      | 1. утак. | 2. утак. |
| ------------- | ------------ | ------------ | -------- | -------- |
| МТК Хунгарија | 8 - 2        | БСК          | 4 - 2    | 4 - 0    |
| Рапид Беч     | 9 - 1        | Хајдук Сплит | 8 - 1    | 1 - 0    |
| Спарта Праг   | 8 - 6        | Адмира Беч   | 5 - 1    | 3 - 5    |
| Славија Праг  | 6 - 2        | Ујпешт       | 4 - 0    | 2 - 2    |

### Полуфинале
| Екипа 1       | Ук. резултат | Екипа 2     | 1. утак. | 2. утак. |
| ------------- | ------------ | ----------- | -------- | -------- |
| Славија Праг  | 3 - 4        | Рапид Беч   | 2 - 2    | 1 - 2    |
| МТК Хунгарија | 2 - 2        | Спарта Праг | 2 - 2    | 0 - 0    |

### Финале
| Екипа 1     | Ук. резултат | Екипа 2   | 1. утак. | 2. утак. |
| ----------- | ------------ | --------- | -------- | -------- |
| Спарта Праг | 7 - 4        | Рапид Беч | 6 - 2    | 1 - 2    |

| Победник Митропа купа 1927. |
| --------------------------- |
| Спарта Праг 1. Титула       |